# Quapoya longipes
Quapoya longipes là một loài thực vật có hoa trong họ Bứa. Loài này được (Ducke) Maguire miêu tả khoa học đầu tiên năm 1972.